# Nóżka owarialna
Nóżka owarialna, pedicel (pedicellus) – końcowa struktura owarioli owadów, zapewniająca jej kontakt z jajowodem bocznym. Jest zbudowana z pojedynczej warstwy komórek o znacznie zwężonym świetle.